# Saint-Léger-de-Balson
 Saint-Léger-de-Balson  là một xã thuộc tỉnh Gironde trong vùng Aquitaine tây nam nước Pháp. Xã này nằm ở khu vực có độ cao trung bình 52 mét trên mực nước biển.